# Gierałtowice (Wieprz)

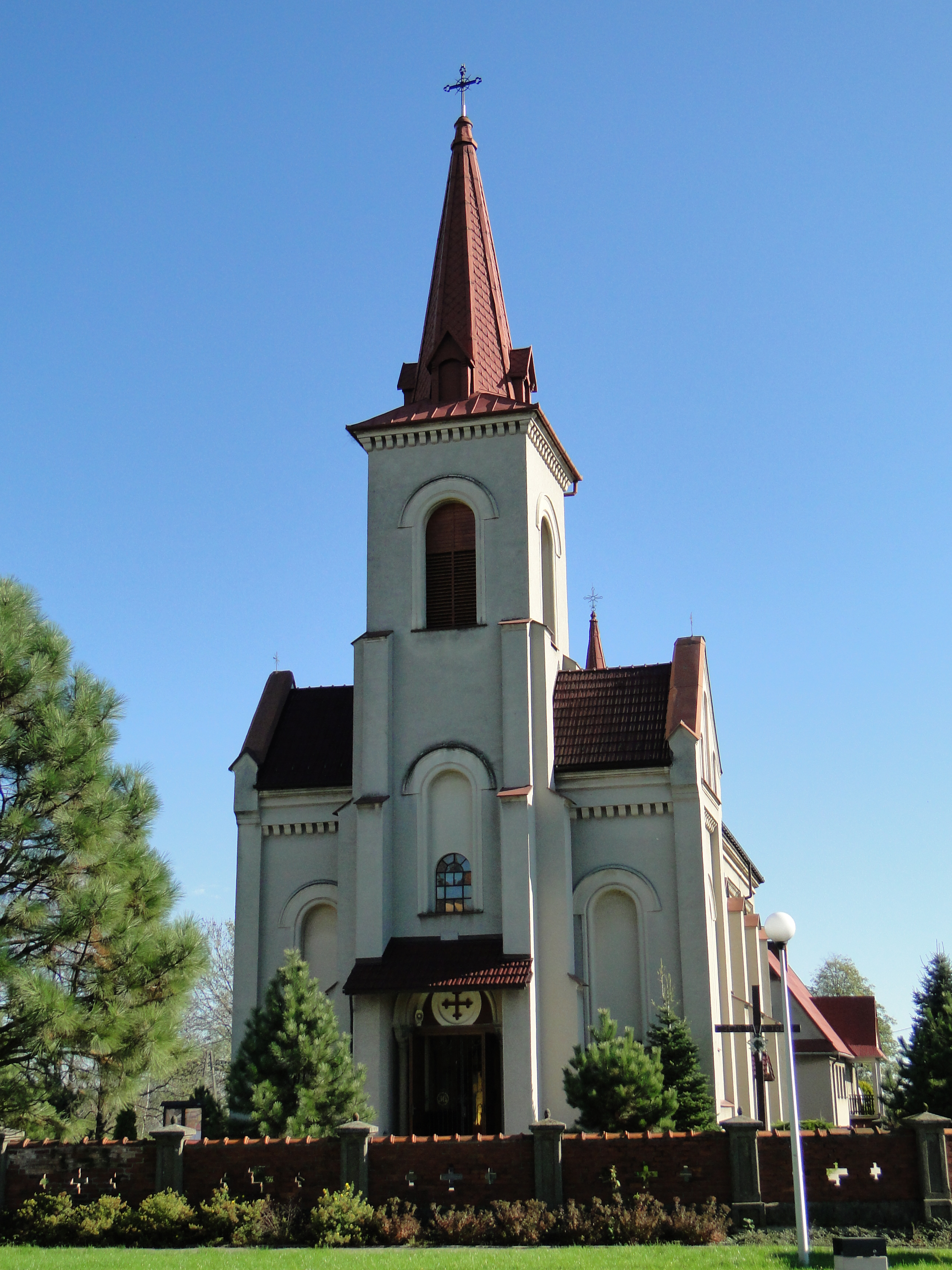
Katholische Kirche

Gierałtowice (deutsch Gieraltowice; älter Geraltsdorf) ist eine Ortschaft mit einem Schulzenamt der Gemeinde Wieprz im Powiat Wadowicki der Woiwodschaft Kleinpolen, Polen.

## Geographie
Gierałtowice liegt im Auschwitzer Becken (Kotlina Oświęcimska).
Nachbarorte sind Gierałtowiczki im Nordwesten, Rudze im Nordosten, Przybradz im Osten, Frydrychowice im Südosten, Wieprz im Süden, Głebowice im Südwesten.

## Geschichte
Der Ort wurde 1326 erstmals urkundlich erwähnt als die Pfarrei Villa Gerardi im Peterspfennigregister im Dekanat Zator des Bistums Krakau erwähnt. Der Name ist patronymisch abgeleitet vom Vornamen Gierałt/Gieralt (≤ deutsch Gerard) mit dem typischen patronymischen Wortende -(ow)ice. Im Jahre 1336 wieder als Villa Gerhardi erwähnt, als Gieraltowice 1378 erstmals urkundlich erwähnt. Im Jahre 1400 wurde es einmals auch als deutsche Geraltsdorff erwähnt.
Politisch gehörte das Dorf ursprünglich zum Herzogtum Auschwitz, dies bestand ab 1315 in der Zeit des polnischen Partikularismus. Seit 1327 bestand die Lehnsherrschaft des Königreichs Böhmen. Seit 1445 gehörte es zum Herzogtum Zator, dieses wurde im Jahr 1494 an Polen verkauft.
Bei der Ersten Teilung Polens kam Gierałtowice 1772 zum neuen Königreich Galizien und Lodomerien des habsburgischen Kaiserreichs (ab 1804).
1918, nach dem Ende des Ersten Weltkriegs und dem Zusammenbruch der k.u.k. Monarchie, kam Gierałtowice zu Polen. Unterbrochen wurde dies nur durch die Besetzung Polens durch die Wehrmacht im Zweiten Weltkrieg. Es gehörte dann zum Landkreis Bielitz im Regierungsbezirk Kattowitz in der Provinz Schlesien (seit 1941 Provinz Oberschlesien).
Von 1975 bis 1998 gehörte Gierałtowice zur Woiwodschaft Bielsko-Biała.